# Jodid vápenatý
Jodid vápenatý je anorganická sloučenina vápníku a jodu se vzorcem CaI2. Tato bezbarvá navlhavá pevná látka se výborně rozpouští ve vodě. Vlastnosti jodidu vápenatého jsou podobné jako u příbuzných solí, například chloridu vápenatého. Jodid vápenatý se používá ve fotografii.

## Reakce
Henri Moissan jako první izoloval v roce 1898 čistý vápník redukcí jodidu vápenatého čistým sodíkem:
CaI2 + 2 Na → 2 NaI + Ca
Jodid vápenatý lze získat působení kyseliny jodovodíkové na uhličitan, oxid nebo hydroxid vápenatý:
CaCO3 + 2 HI → CaI2 + H2O + CO2
Na vzduchu jodid vápenatý pomalu reaguje s kyslíkem a oxidem uhličitým a uvolňuje jod, který je odpovědný za nažloutlé zbarvení nečistých vzorků.
2 CaI2 + 2 CO2 + O2 → 2 CaCO3 + 2 I2

## Použití
Jodid vápenatý se používá ve fotografii (při výrobě fotocitlivých emulzí), v lékařství (jako zdroj jodu a expektorans) a jako přídatná látka do potravin (označení E916, v EU není povolená).